# Chris Hondros
Chris Hondros (New York, 14 maart 1970 – Misratah, 20 april 2011) was een Amerikaanse oorlogsfotograaf genomineerd voor de Pulitzerprijs.

## Biografie
Hondros had Griekse en Duitse ouders die in de Tweede Wereldoorlog als kind waren gevlucht. Tijdens de oorlogen in de jaren 90 werkte Hondros in grote oorlogsgebieden, waaronder in Kosovo, Angola, Sierra Leone, Afghanistan, Kashmir, Westelijke Jordaanoever, Irak en Liberia. Zijn werk verscheen als cover van tijdschriften als Newsweek en the Economist, maar ook op de voorpagina's van kranten als The New York Times, de Washington Post en de Los Angeles Times.

## Dood
Op 20 april 2011 raakte Hondros ernstig gewond bij een mortieraanval in de Libische plaats Misrata. De Britse journalist Tim Hetherington was ook betrokken bij de aanval en overleed ter plekke. Aanvankelijk overleefde Hondros de aanval, maar hij overleed later die dag op 41-jarige leeftijd aan zijn verwondingen die een ernstig hersentrauma hadden veroorzaakt.